# Martín Wagner (futbolista argentino)
Martín Wagner (San José, 19 de septiembre de 1985) es un futbolista argentino que juega de mediocampista central en el Independiente de pueblo san jose.

## Biografía
Se inició en el Club Independiente de su pueblo natal y jugó en las inferiores del Club Olimpo de Bahía Blanca. En 2006 fue campeón en ese mismo club, ascendiendo a la Primera División Argentina.
En el año 2010 se desempeñaba en Racing Club de Avellaneda, en la Primera División del Fútbol Argentino. Jugó a préstamo por un año, y fue de gran ayuda para evitar el descenso y hasta la promoción. No jugó con asiduidad luego de esa temporada en Racing Club por una fuerte discusión con el entonces Director Técnico Miguel Ángel Russo por haber llegado tarde a una práctica. Esta decisión del técnico, perjudicó notablemente la carrera del mediocampista, ya que no se pudo mostrar para futuras negociaciones con otros equipo. 
En julio del 2011 firmó por San Martín de San Juan de la Primera División Argentina.
En enero del 2013 firmó por Tampines Rovers FC de la S. League de Singapur.

## Características
Es un volante de características más de lucha que de juego, aunque tampoco es un negado con la pelota. En su paso por Racing Club y por Club Olimpo se desempeñó en varias posiciones del mediocampo.
Todavía no ha marcado goles en el curso de su carrera.

## Vida privada
En el seno de una familia descendiente de alemanes del Volga. Su familia se compone de su padre Roberto Wagner, su madre Blanca Rogel, sus hermanas Paula (33), Cecilia (27) y Yanina, su hermana gemela.

## Clubes
| Club                                        | País      | Año         | Partidos | Goles |
| ------------------------------------------- | --------- | ----------- | -------- | ----- |
| Olimpo de Bahía Blanca                      | Argentina | 2004-2008   | 52       | 0     |
| Racing de Avellaneda                        | Argentina | 2008-2011   | 26       | 0     |
| San Martín de San Juan                      | Argentina | 2011-2012   | 18       | 0     |
| Defensa y Justicia                          | Argentina | 2012        | 3        | 0     |
| Tampines Rovers FC                          | Singapur  | 2013        | 0        | 0     |
| Argentinos Juniors                          | Argentina | 2013        | 0        | 0     |
| Guaraní Antonio Franco                      | Argentina | 2014        | 0        | 0     |
| Estudiantes de San Luis                     | Argentina | 2015 - 2016 | 28       | 1     |
| Deportivo Sarmiento de Cnel Suárez          | Argentina | 2016 - 2017 | 12       | 0     |
| Independiente (Pblo. San José)-Cnel. Suárez | Argentina | 2017 - 2018 | 17       | 0     |
| Blanco y Negro - Cnel. Suárez               | Argentina | 2019 - ...  |          |       |

## Títulos
| Título                      | Club            | Condición | Relevancia | Temporada |
| --------------------------- | --------------- | --------- | ---------- | --------- |
| Apertura Primera B Nacional | Olimpo          | Nacional  | Oficial    | 2006      |
| Clausura Primera B Nacional | Olimpo          | Nacional  | Oficial    | 2007      |
| Copa Ciudad de Tandil       | Olimpo          | Nacional  | Amistoso   | 2008      |
| Copa Penalty                | Racing Club     | Nacional  | Amistoso   | 2009      |
| Charity Shield              | Tampines Rovers | Nacional  | Oficial    | 2013      |